# Дунья
Дунья (араб. دُنْيا‎ — мир, свет, мирская жизнь) — в исламе: весь материальный мир, окружающий человека вплоть до его смерти.
Согласно исламской догматике, после смерти для каждого человека наступает следующий мир (ахират). Ахират вечен, а дунья конечна. Поэтому каждый мусульманин должен стараться заслужить милость Аллаха как в этом, так и в следующем мире. В Коране Аллах говорит о мнимых прелестях этого мира. Обладание ими является целью неверных (кафиров). Верующие мусульмане не должны игнорировать этот мир (дунья), но должны предпочитать ему вечный мир (ахират).